# Ancient Mother
Ancient Mother è un album del compositore New Age statunitense Robert Gass, realizzato assieme al coro On Wings of Song da lui fondato.

## Tracce
1. Ancient Mother
2. Kali Bhajan
3. Yemaya
4. Lyadian Dreams
5. Puna Is Dancing
6. Lady of the Flowing Waters
7. Mary's Keen
8. May the Circle Be Open
9. Glad Woman
10. 23rd Psalm
11. Nah Bvey Hi-Ay
12. O Viridissima Virga
13. The Circle is Cast